# Alaksandr Walkowicz
Alaksandr Iwanawicz Walkowicz (biał. Аляксандр Іванавіч Вальковіч; ur. 3 maja 1892 w Mińsku (?), zm. 4 listopada 1937 tamże) – białoruski działacz społeczno-polityczny, minister finansów Białoruskiej Republiki Ludowej (BRL), skazany na śmierć przez rozstrzelanie przez władze radzieckie.

## Życiorys
Urodził się 21 kwietnia?/3 maja 1892 roku, prawdopodobnie w Mińsku, w Imperium Rosyjskim. W latach 1914–1915 pracował w Wilnie w oddziale Państwowego Banku Ziemskiego. W czasie I wojny światowej ewakuowany był do Tambowa. We wrześniu 1915 roku wstąpił do armii Imperium Rosyjskiego. W 1916 roku ukończył szkołę chorążych w Gori. Był członkiem Białoruskiej Partii Socjalistów-Rewolucjonistów. Od 1918 roku mieszkał w Mińsku. Pełnił funkcję przedstawiciela Białoruskiej Republiki Ludowej (BRL) przy rządzie Demokratycznej Republiki Gruzji, a następnie wchodził w skład emigracyjnego rządu BRL jako minister finansów. Po zajęciu Białorusi przez II Rzeczpospolitą (1919–1920) został aresztowany, po czym uciekł za granicę. W grudniu 1925 roku wrócił do rządzonego przez Sowietów Mińska. Do marca 1930 roku pracował jako inspektor w Ludowym Komisariacie Finansów, po czym został wyrzucony z pracy w wyniku czystki przeprowadzonej wśród urzędników tej instytucji.
18 lipca 1930 roku został aresztowany przez GPU Białoruskiej SRR i oskarżony o powiązania z tzw. Związkiem Wyzwolenia Białorusi – faktycznie nieistniejącą, rzekomo nacjonalistyczną organizacją białoruską. Zgodnie z postanowieniem OGPU ZSRR z 10 kwietnia 1931 roku, Alaksandr Walkowicz został zesłany na 5 lat do miasta Belebej w Baszkirskiej ASRR. 25 maja został aresztowany przez NKWD Barszkirskiej ASRR i oskarżony o przynależność do Polskiej Organizacji Wojskowej. 28 października decyzją Ludowego Komisariatu Spraw Wewnętrznych i Prokuratora ZSRR został skazany na śmierć przez rozstrzelanie. Wyrok wykonano 4 listopada 1937 roku.
20 czerwca 1988 został zrehabilitowany z wyroku z 1931 roku.